# Hennessey Venom 1000 Twin Turbo SRT
El Hennessey Venom 1000 Twin Turbo SRT es una versión mejorada del Dodge Viper a la venta como un coche entero o como una versión mejorada por Hennessey Performance Engineering (HPE). Se presenta en dos variantes, una cupé y una convertible. Tiene un plazo máximo de producción teórica de 24 vehículos. HPE afirma que el Venom 1000 Twin Turbo es "el coche de calle de edición limitada más rápido y potente en el mundo".
Según las pruebas realizadas en 2006 por la revista Motor Trend, la variante cupé pesa 3.468 libras (1573 kg), cuesta 187.710 dólares, y tiene un coeficiente aerodinámico de 0,39.

## Motor y suspensión
El motor V10 del Viper 2003 tiene 500 HP y 525 lb-pie. HPE lo aumentó a 1.000 HP y 1.100 lb-pie de torque con las siguientes modificaciones:
- El desplazamiento del motor es incrementado de 8.3L a 8.55L y el radio de compresión es reducido a 9.0:1
- Doble turbocargador
- Un intercooler montado en el frente
- Suspensión más baja
- Amortiguadores mejorados
- Sistema de frenos de alto grado marca Brembo
- Sistema de control de tracción ajustable
- Diferencial Quaife

## Carrocería
- Modificaciones aerodinámicas Venom Aero (toma de aire frontal, difusor trasero y alerón)
- Llantas de aluminio forjado “Hennessey Venom 7R”  (delanteras de 19x10 y traseras de 20x13)
- Pneumáticos Michelin Pilot sport (delanteros de 275/30/R19 y traseros de 335/30/R20)

## Interior
- Interior de cuero con bordados personalizados de edición limitada
- Tapetes Hennessey Performance Engine (HPE)
- Sistema de navegación con DVD integrado

## Rendimiento
- 0-100 km/h  2,3 s
- 0-160 km/h  3,5 s
- Velocidad máxima  420 km/h (según Hennessey)